# Jan de Cerf
Jan de Cerf was een ridder en werd heer van Vlamertinge in 1605. Voor 1605 was hij ridder en heer van Wintershove. Hij trouwde met Maria van Pollinchove. Zij was een dochter van Frans, de heer van het nabijgelegen Westouter. De heerlijkheid Vlamertinge werd door de aartshertogen Albrecht en Isabella verpand aan Jan de Cerf voor 5.000 gulden. Hij werd door zijn oudste zoon, Frans de Cerf, opgevolgd.

## Jan de Cerf vandaag
In 1978 werd in Vlamertinge de Cerfstraat aangelegd.

## Onderscheidingen
Jan de Cerf was ridder in de Orde van het Gulden Vlies.